# 党卫军中的芬兰志愿营

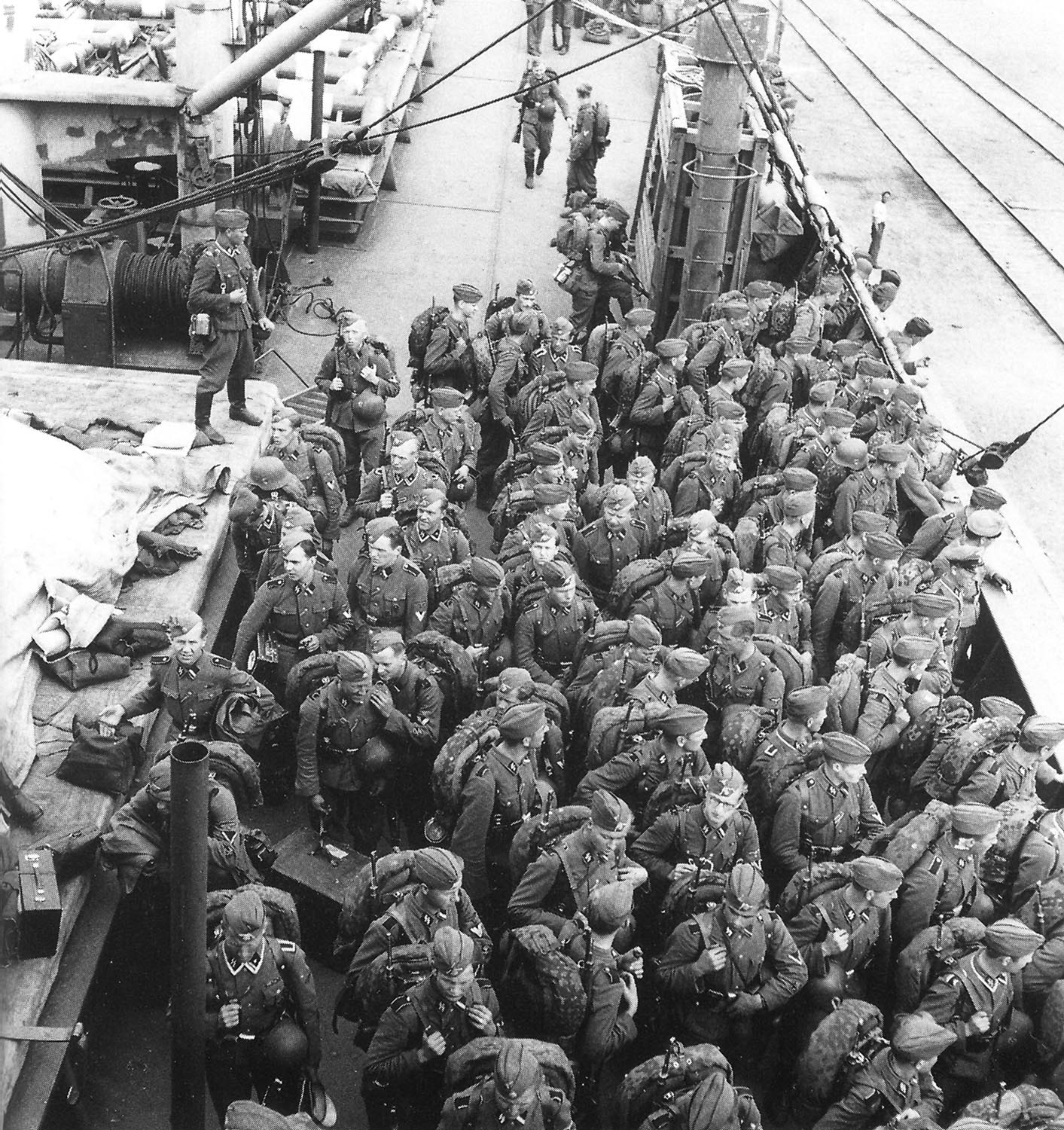
1943年，党卫军中的芬兰志愿营成員返回芬蘭

党卫军芬兰志愿营（德語：Finnisches Freiwilligen-Battalion der Waffen-SS）是纳粹德国武装党卫队中的一个摩托化步兵营。该营由芬兰志愿者组成，在二战中于东线战场作战。在这个营存在的大部分时间里，该营都隶属于党卫军维京师的“北方”（Nordland）团。芬兰支志愿营参加了1942年中期的高加索戰役以及1943年初的第三次哈爾科夫戰役（1942年末德军在斯大林格勒战败，之后不得不撤出高加索地区）。1943年中期，由于为期两年的志愿合约到期，芬兰志愿营解散。芬兰政府也不愿允许更多的芬兰人志愿加入德军。

## 组建
1941年初，芬兰政府与德国达成协定，将征召芬兰志愿者加入党卫军，为期两年，但关于具体细节的协商一直持续到4月底。这也就拖延了后续工作。6月中旬，大约有400名拥有在冬季战争中积累的军事经验的芬兰人被派到了维京师，这些人随即分散到了维京师的各部队中。其他没有作战经验的芬兰人则开始接受训练，之后于6月1日加入了党卫军东北摩托化志愿营（德语：SS-Freiwilligen-Battalion Nordost（mot.）），到了1941年6月底，东北志愿营已经拥有了1000名兵员。当年9月13日，该营更名为党卫军芬兰志愿营，在接下来的几个月里不断有新兵加入，最终该营的兵力达到了1180人。1942年1月初，芬兰志愿营被派往前线，加入了党卫军维京师的“北方”团的作战序列，成为了该团的第三个营。当时已经有很多芬兰人在维京师中服役，但芬兰志愿营的不同之处在于，该团的军官和士官都是芬兰人（维京师则是由德国人指挥的）。
芬兰志愿营委员会领袖是数学家罗尔夫·内万林纳。芬兰志愿营总共在作战中有255人阵亡，686人受伤，14人失踪。 
很多党卫军指挥官甚至海因里希·希姆莱本人都曾表扬过在作战中表现优异的芬兰志愿营。希姆莱曾说：“党卫军的芬兰战士所到之处，敌人无不溃败。”另外，芬兰志愿营及任何一名该营成员都从未因战争罪行而被指控。